# مارتین والینت
مارتین والینت (انگلیسی: Martin Valjent؛ زادهٔ ۱۱ دسامبر ۱۹۹۵) بازیکن فوتبال اهل اسلواکی است.
از باشگاه‌هایی که در آن بازی کرده‌است می‌توان به باشگاه فوتبال کیه‌وو ورونا و باشگاه فوتبال ترنانا اشاره کرد.
وی همچنین در تیم‌های ملی فوتبال زیر ۲۱ سال اسلواکی، و اسلواکی بازی کرده‌است.